# Sunbaker
Sunbaker est une photographie en Noir et blanc de 1937 du photographe moderniste australien Max Dupain.

## Source
- (en) Cet article est partiellement ou en totalité issu de l’article de Wikipédia en anglais intitulé « Sunbaker » (voir la liste des auteurs).